# إنسايت (شركة)
شركة إنسايت (بالإنجليزية: Incyte Corporation)‏ هي شركة دوائية أمريكية في ولاية ديلاوير. للشركة دواء واحد مرخص من قبل إدارة الغذاء والدواء الأمريكية ويستعمله آلاف المرضى في الولايات المتحدة وهو جاكافي.

## أدوية أخرى في طور الأبحاث
- باريسيتينب، بالتعاون مع إيلي ليلي، وتجرى عليه أبحاق حول استعماله في علاج التهاب المفاصل الروماتويدي.[3][4][5][6]
- إباكادوستات، تجرى أبحاث حول استعماله في علاج أنواع مختلفة من السرطان.[7][8][9]
- كابماتينيب، تجرى أبحاث حول استعماله في سرطانة الخلية الكبدية.[10]

## تاريخ الشركة
تأسست الشركة في بالو ألتو في كاليفورنيا في عام 1991 وصارت شركة عامة في عام 1993.
رئيس الشركة والمدير التنفيذي (اسمه: Hervé Hoppenot) عمل رئيسا لقسم الأورام في شركة نوفارتس.